# Oligosoma roimata
Oligosoma roimata — вид сцинкоподібних ящірок родини сцинкових (Scincidae). Ендемік Нової Зеландії.

## Поширення і екологія
Ophiomorus roimata є ендеміками островів Бідних Лицарів, розташованих на півночі Нової Зеландії. Вони живуть на льонових луках та в чагарникових заростях.

## Збереження
МСОП класифікує цей вид як вразливий. Oligosoma roimata загрожує можлива поява на островах інвазивних хижаків.